# Cerro Las Mercedes
El Cerro Las Mercedes (10°21′25″N 68°52′21″O / 10.357, -68.8724) es una formación de montaña ubicada en el corazón del parque nacional Yurubí, Yaracuy, Venezuela. A una altitud de 1.877 m s. n. m. el Cerro Las Mercedes es una de las montañas más elevadas en Yaracuy. Su arista se continúa hacia el sur con el Cerro La Cumbre (1.544 m s. n. m.) y el Cerro Higuerón (1.506 m s. n. m.).

## Geografía
El Cerro Las Mercedes se encuentra en un punto geográfico exclusivo en el extremo oeste de la Sierra de Aroa al este de la ciudad de San Felipe. Debido a la gran incidencia en esta región de los vientos alisios provenientes del hemisferio norte, el clima es consistentemente húmedo con más de 2.000 mm de lluvias anuales. Esta zona de la sierra está siendo preservada oficialmente por la existencia del Parque nacional Yurubí, a diferencia de la región occidental de la sierra.